# Марк Мартел
Марк Мартел (англ. Marc Martel, 16 листопада 1976, Монреаль, Канада) — канадський співак та рок-музикант.

## Життєпис
Марк Мартел народився у канадському місті Монреаль. Займатися музикою почав завдяки батькам. Під час навчання в семінарії в Саскачеван 1999 разом з сусідом по кімнаті Джейсоном германом та ще декількома друзями створив гурт downhere, що грав у стилі християнського року. Після декількох років навчання гурт залишив Канаду та перебрався до Нашвіллу, де уклав контракт з Word Records. Протягом 10 років downhere видали 10 альбомів.
У вересні 2011 року Мартл взяв участь у конкурсі, що проводив барабанщик гурту Queen Роджер Тейлор для проекту Queen Extravaganza. Відео, на якому Мартел виконує фрагмент пісні «Somebody to Love», зібрало понад мільйон переглядів усього за декілька днів, а станом на жовтень 2018 року мало 14 мільйонів переглядів. Мартел став одним з переможців змагань і 2012 року разом з гуртом вирушив у шеститижневий концертний тур. Гурт активний донині.
Влітку 2018 року було підтверджено інформацію, що Мартел записував частину вокальних партій Фредді Мерк'юрі для біографічного художнього фільму про гурт Queen та її лідера «Богемна рапсодія».
Мартел мешкає у Нешвіллі разом з дружиною Крістал.

## Дискографія

### С Downhere
- 2001 — downhere
- 2003 — So Much for Substitutes
- 2006 — Wide-Eyed and Mystified
- 2007 — Wide-Eyed and Simplified
- 2007 — Thunder After Lightning (The Uncut Demos)
- 2008 — Thank You for Coming (The Live Bootlegs)
- 2008 — Ending Is Beginning
- 2009 — How Many Kings: Songs for Christmas
- 2010 — Two at a Time: Sneak Peeks & B-Sides
- 2011 — On the Altar of Love

### Сольні альбоми
- 2013 — The Prelude (EP)
- 2014 — Impersonator
- 2016 — The Silent Night (EP)
- 2016 — Live at the High Watt (Live-альбом)
- 2017 — The First Noel (EP Різдвяних пісень)
- 2018 — My Way Vol. 1 (EP cover-версій)
- 2018 — Thunderbolt & Lightning (cover-версії Queen)